# Колцате
Колцате (итал. Colzate) је насеље у Италији у округу Бергамо, региону Ломбардија.
Према процени из 2011. у насељу је живело 1449 становника. Насеље се налази на надморској висини од 437 м.

## Становништво
| 1936. | 1951. | 1961. | 1971. | 1981. | 1991. | 2001. | 2011. |
| ----- | ----- | ----- | ----- | ----- | ----- | ----- | ----- |
| 957   | 1.011 | 1.171 | 1.377 | 1.590 | 1.676 | 1.662 | 1.664 |